# Corso Umberto I (Caltanissetta)
Corso Umberto I è una via di Caltanissetta lunga 900 m con direzione nord-sud che "taglia" verticalmente il centro storico della città e insieme con il perpendicolare corso Vittorio Emanuele lo divide in quattro quartieri.
La strada ha origine a nord in piazza Luigi Capuana, dove si trova l'incrocio con via Maddalena Calafato. Proseguendo verso sud si incontrano a destra piazza Calatafimi e a sinistra un bastione con dei vecchi rifugi antiaerei. All'incrocio con via Re d'Italia, la strada si allarga notevolmente, diventando un piccolo viale di quasi 200 m che prosegue fino a piazza Garibaldi, dove si restringe nuovamente. Il corso termina all'incrocio con via XX Settembre, dove diventa un grande viale alberato chiamato viale Regina Margherita.
Sul corso si affacciano, in ordine, la chiesa di Santa Lucia, il collegio gesuitico - sede anche della biblioteca comunale "Luciano Scarabelli" e del liceo musicale Vincenzo Bellini, entrambi con accesso sopra al bastione che domina un tratto del corso - e l'annessa chiesa di Sant'Agata al Collegio, il palazzo del Banco di Sicilia, il palazzo della Banca d'Italia e palazzo del Carmine (sede del Comune).
Ai piedi della scalinata della chiesa di Sant'Agata a pochi metri da questa si erge la statua di Umberto I, lì collocata nel 1922.

## Lavori
Dal 5 maggio 2012 sono iniziati i lavori di rifacimento del manto stradale, con interessamento del tratto di strada che va da piazza Garibaldi fino all'incrocio con la via Aritusto prima, e successivamente fino a via Girolamo Gravina, per uno sviluppo complessivo di più di circa 150. I lavori hanno comportato la ripavimentazione in pietra lavica di tutto il manto stradale e dei marciapiedi, ciò nell'ambito del progetto conosciuto come La grande piazza, che prevede la riqualificazione del centro storico della città.

## Galleria d'immagini

Vista di corso Umberto I dalla statua a lui dedicata
Vista di spalle della statua di Umberto I e dell'omonimo corso.
Vista della chiesa di Sant'Agata al Collegio prima del 1922, quando fu collocata la statua di Umberto I dello scultore Michele Tripisciano
La statua di Umberto I del 1910, dello scultore Michele Tripisciano, collocata nel 1922
Vista di inizi 900 del prospetto del palazzo del Carmine-municipio prospiciente corso Umberto I
Vista del prospetto del vecchio palazzo della Banca d'Italia prospiciente il corso Umberto I
Vista del corso Umberto I all'altezza di piazza Calatafini a destra e della biblioteca Scarabelli e liceo musicale "Vincenzo Bellini" a sinistra
Vista sul corso Umberto I del palazzo Silliti-Bordonaro, a fianco l'edificio del Banco di Sicilia in costruzione